# Fédération albanaise de football
 (octobre 2024).
Si vous disposez d'ouvrages ou d'articles de référence ou si vous connaissez des sites web de qualité traitant du thème abordé ici, merci de compléter l'article en donnant les références utiles à sa vérifiabilité et en les liant à la section « Notes et références ».
La Fédération d'Albanie de football, en albanais : Federata Shqiptare e Futbollit (FSHF), est une association regroupant les clubs de football d'Albanie et organisant les compétitions nationales et les matchs internationaux de la sélection d'Albanie.
La fédération nationale d'Albanie est fondée en 1930. Elle est affiliée à la FIFA depuis 1932 et est membre de l'UEFA depuis sa création en 1954.

## Histoire
Les plus anciennes traces de football en Albanie remontent à 1905. Des parties informelles de top-kambe (football) sont alors signalées[réf. souhaitée]. 
Les vrais débuts du football albanais ont toutefois lieu en 1913 avec la fondation de l'« Indipendenca Shkodra » de Polak Nika, pionnier du football albanais. Cette formation qui vante l'indépendance du pays obtenu en 1912, affronte une équipe de militaires autrichiens en septembre 1913. Dans la foulée de cette partie, l'Indipendenca effectue une tournée à travers toute l'Albanie, provoquant l'émergence de clubs sur son passage.

## Identité

### Logos

Ancien logo.
Ancien logo.
Logo actuel.